# Quintus Junius Blaesus
Quintus Iunius Blaesus, waarschijnlijk een homo novus uit de municipia, was proconsul van Sicilia.
In 10 n.Chr. wordt hij tezamen met zijn neef Servius Cornelius Lentulus Maluginensis verkozen tot consules suffecti. Hij wordt in 14 als consulaire legatus Augusti pro praetore van de door Tiberius gepacificeerde provincia Pannonia aangesteld met een van zijn zoons onder zijn bevel als tribunus militum. Enkele dagen nadat de legionairs gehoord hebben over de dood van Augustus en Tiberius overname van de (militaire) macht, slaan ze - opgeruid door een zekere Percennius - aan het muiten.
In een poging hen te kalmeren, brengt hij zichzelf - en zijn zoon - in levensgevaar. Wanneer Drusus met zijn amici (gevolg) arriveert eind september, slaagt men er pas echt in de opstand in de kiem te smoren. Onder hen bevindt zich ook Blaesus' neef Seianus, die als rector iuveni (leidsman) en onderhandelaar van Drusus met zijn oom optreedt. In 21 wordt hij benoemd tot proconsul van Africa. Hij krijgt niet de gebruikelijke opdracht mee van de senaat en er wordt gezegd dat hij door Tiberius is naar voren geschoven omwille van zijn familieband met Seianus.
De princeps laat de ambtstermijn van Blaesus het jaar daarop verlengen, zodat deze de opstandige Tacfarinas kan verslaan. Na zijn overwinning mag hij zich - als laatste privaat burger - door zijn soldaten laten uitroepen tot imperator. Hij ontvangt van Tiberius slechts de ornamenta triumphalia (uiterlijke tekenen van de triomf) en er wordt ter ere van hem een gelauwerd standbeeld opgetrokken te Rome. Hierna oefent hij nog een ambt uit in Hispania, waarover men verder niets weet.
Wanneer Seianus door toedoen van Tiberius sterft (31), wordt Blaesus hierdoor enorm aangegrepen. Vermoedelijk is hij kort daarna omgekomen.